# 響村
響村（ひびきむら）は、秋田県山本郡にあった村。現在の能代市南東端にあたる。

## 地理
- 山：七折山、七座山、長鞍山、房中山、房住山、白津山
- 河川：米代川、田代川、濁川
- 湖沼 : 田代潟

## 歴史
- 1889年（明治22年）4月1日 - 町村制の施行により、仁鮒村、小掛村、切石村、田代村および檜山町の一部（枝郷濁川村）の区域をもって発足。
- 1955年（昭和30年）
  - 10月19日 - 午前10時46分頃、直下型地震である二ツ井地震 (M5.9) が発生する。建設途中の響橋のトラスが落下するなどの被害が相次いだ。
  - 12月25日 - 二ツ井町に編入。同日響村廃止。
- 2006年（平成18年）3月21日 - 二ツ井町が能代市と合併し、改めて能代市が発足。

## 著名出身者
- 佐藤嘉尚 (作家)
- 豊沢勇治 (政治家)